# Evangelio de Mani
El Evangelio de Mani, Evangelio viviente (también Evangelio de los vivos y variantes) fue un evangelio gnóstico escrito por Mani. Originalmente fue escrito en siríaco y se llamó Evangelion (siríaco: ܐܘܢܓܠܝܘܢ), del griego: εὐαγγέλιον ("evangelio (cristianismo)") y fue una de las siete escrituras originales del Maniqueísmo. Se conservan varios fragmentos en el Mani-Codex de Colonia (descubierto en 1969) y en fragmentos de manuscritos encontrados en Turfan a partir de 1904. Algunos fragmentos de manuscritos coptos recuperados en Fayyum parecen contener una especie de comentario u homilía sobre el evangelio.

## Historia
Al-Biruni, que todavía tenía acceso al texto completo, comentó que era un "evangelio de un tipo especial", a diferencia de cualquiera de los evangelios de los cristianos, y que los maniqueos insistían en que el suyo era el único verdadero evangelio, y que los varios evangelios de los cristianos tergiversaron la verdad sobre el Mesías.
Existe una tendencia en la erudición histórica a confundir el Evangelio Viviente de Mani con otra de sus obras, conocido como Ertenk o Arzhang (Persa antiguo: artha-thanha ≈ "mensaje de la verdad") o El libro ilustrado. El Ardhang era de hecho un libro ilustrado, dado el nombre de' 'Eikōn' 'en griego y copto. Este era un libro que contenía ilustraciones para acompañar y facilitar la comprensión de la cosmología de Mani. Focio (o pseudo-Focio) comenta sobre el texto, diciendo que contiene un relato falsificado de algunos de los actos de Jesús, mientras que Pedro de Sicilia insiste en que no contiene tal material.
Se sabe que el evangelio tenía 22 partes, cada una etiquetada con una letra diferente del alfabeto arameo. La combinación de dos fragmentos de Turfan permite la reconstrucción del texto de la primera parte (alaph). La sección trata sobre la naturaleza del "Rey del Mundo de la Luz" que reside en el "Ombligo del Mundo" pero también está presente en toda su tierra, desde fuera como desde dentro, sin límites excepto donde su tierra limita con el de su enemigo, el "Reino de las Tinieblas". Schneemelcher (1990) sugiere tentativamente que el texto puede haber sido diseñado como un evangelio del tipo gnóstico, quizás con la intención de comentar o reemplazar el evangelio cristiano.